# Leptolarthra vanachterbergi
Leptolarthra vanachterbergi är en stekelart som beskrevs av Robert A.Wharton 2002. Leptolarthra vanachterbergi ingår i släktet Leptolarthra och familjen bracksteklar. Inga underarter finns listade i Catalogue of Life.